# IC 326
IC 326 ist eine elliptische Galaxie vom Hubble-Typ E/S0 im Sternbild Eridanus am Südsternhimmel. Sie ist schätzungsweise 452 Millionen Lichtjahre von der Milchstraße entfernt und hat einen Durchmesser von etwa 175.000 Lichtjahren. 

Im selben Himmelsareal befinden sich u. a. die Galaxien NGC 1354, NGC 1357, IC 327, IC 328.
Das Objekt wurde am 1. Dezember 1891 vom französischen Astronomen Stéphane Javelle entdeckt.